# Гарм Камерлінг Оннес
Гарм Ге́ндрік Ка́мерлінг О́ннес (нід. Harm Hendrik Kamerlingh Onnes) (15 лютого 1893, Зутервауде — 20 травня 1985, Лейден) — нідерландський живописець, художник-кераміст, вітражист.

## Життєпис
Гарм Камерлінг Оннес народився 15 лютого 1893 року, як першим син у родині, яка згодом мала трьох дітей. Його батько, Менсо Камерлінг Оннес, був художником, а мати Катаріна Августа Тутейн Нолтеніус мала музичні таланти. Тому мистецька кар'єра була для нього передбачувана. Спочатку виглядало, що Камерлінг Оннес обере кар'єру музиканта. Він міг стати талановитим піаністом чи віолончелістом, але вирішив не робити кар'єру музиканта. Натомість у вісімнадцять років отримав дозвіл батька зосередитися на малюванні. Тільки вивчати його не в академії, бо батько підозрював, що академія може знищити його самобутній талант.
Його дядьком був нідерландський художник Флоріс Верстер (нід. Floris Verster), іншим дядьком — старший брат його батька був фізик і лауреат Нобелівської премії Гейке Камерлінг-Оннес.
Перші уроки малювання та живопису Камерлінг отримав від свого батька та дядька Флоріса Верстера. 1915 року короткочасно навчався в Лейденській Академії малювання «Ars Aemula Natura». Щоб познайомитися з іншими художниками через декілька років він став членом Лейденської академії малювання «Мистецтво задля мистецтва» (нід. Leidse Tekenacademie De Kunst om De Kunst), де потоваришував з архітектором Якобусом Аудом.
У грудні 1922 року Харм Камерлінг Оннес, якому тоді було 29 років, зі своїм дядьком Дольфом покинув Геную на кораблі «Де Вондел» для подорожі до Голландської Ост-Індії, Китаю та Японії. Дядько Дольф був власником-директором відомого адміністративного офісу Kamerlingh Onnes в Медані (на півночі острова Суматра), який займався справами різних компаній і плантацій. Найважливішими його клієнтами були спадкоємці китайського бізнесмена Тьонг А Фіє, з яким Дольфа Камерлінга Оннеса пов'язували тривалі ділові та дружні стосунки. Під час подорожі Гарм писав листи до своєї родини в Угстгест, які сам ілюстрував.
Стиль Оннеса в мистецтві був унікальним. Його оригінальні міські пейзажі та повсякденні сцени найкраще можна охарактеризувати як «жанрові твори» двадцятого століття. Це пейзажі, зокрема морські й міські пейзажі, вуличні сцени, натюрморти, портрети. Його картини намальовані з гумором, у яскравих кольорах, зазвичай невеликого формату. Теми своїх картин він знаходив у своїх містах Схевенінгені (1927—1939), Гаазі(1939—1941), Делфті (1941—1956) й Форсхотені (1956—1971) та на їх околицях. Сповідував в малярстві напрям художньої групи «Стиль» (нід. De Stijl) — товариства художників, утвореного в Лейдені 1917 року, до засновників якого належали його друзі художник, скульптор, архітектор Тео ван Дусбург та архітектор Якобус Ауд. Перебував під впливом творчості нідерландських художників Барта ван Лека, Дірка Нейланда. У своїй творчості не обмежувався живописом: створював проєкти вітражів, дизайни поштових марок, графічні роботи в техніці офорту.
Очевидно під впливом дядька Гейке Оннес створив кілька проєктів вітражів, які відтворювали відкриття нідерландських фізиків, лауреатів Нобелівської премії Пітера Зеемана та Антона Лоренца. Наприклад, на одному з цих вітражів зображено портрет Лоренца та відтворені його формули, які описують поведінку електронів. На інших вітражах зображені вимірювальні прилади, за допомогою яких вимірювали розщеплення спектральних ліній атомів під дією магнітного поля. Він також намалював портрети фізиків Альберта Айнштайна та Пауля Еренфеста.
1923 року Камерлінг Оннес став членом амстердамської асоціації художників і любителів мистецтва Arti et Amicitiae ((лат.) — Мистецтво і дружба), 1931 року — асоціації художників образотворчого мистецтва «Незалежні» в Амстердамі, 1935 року — товариства живопису та галереї сучасного мистецтва Pulchri Studio. 
З 1933 року почав виробляти художню кераміку разом зі своїм дядьком Тутейном Нольтенієм.
Твори Камерлінг Оннеса зберігаються в багатьох державних та приватних колекціях, зокрема в Лейденському музеї «Лакенхал» (нід. Stedelijk Museum De Lakenhal Leiden), галереї «Kunsthandel Simonis & Buunk» (Еде).
1953 року Камерлінг Оннес разом з чотирма нідерландськими художниками-кераміками взяв участь у виставці «П'ять сучасних гончарів» у музеї Бойманса — ван Бенінгена, яка була однією з перших музейних презентацій сучасної ремісничої кераміки в Нідерландах.
Камерлінг Оннес був людиною, яка любила подорожувати. Свою першу тривалу подорож він здійснив 1922 року зі своїм дядьком Дольфом. Зі своєю дружиною Тітією Істон він часто подорожував по Франції, Італії, Греції та Англії. 1938 року Оннес відвідав Туніс, 1939 року здійснив поїздку на острів Терсхеллінг.
Помер Гарм Камерлінг Оннес 20 травня 1985 року в Лейдені. Похований 24 травня 1985 року на цвинтарі Oud Eik en Duinen (Старий дуб і дюни) в Гаазі. Багатий творчий доробок Харма Камерлінга Оннеса охоплює майже все двадцяте століття. Довге життя художника — йому було дев'яносто три роки — проявилося не тільки у його визначній, але й і в різноманітній творчості.

## Галерея робіт Гарма Камерлінга Оннеса

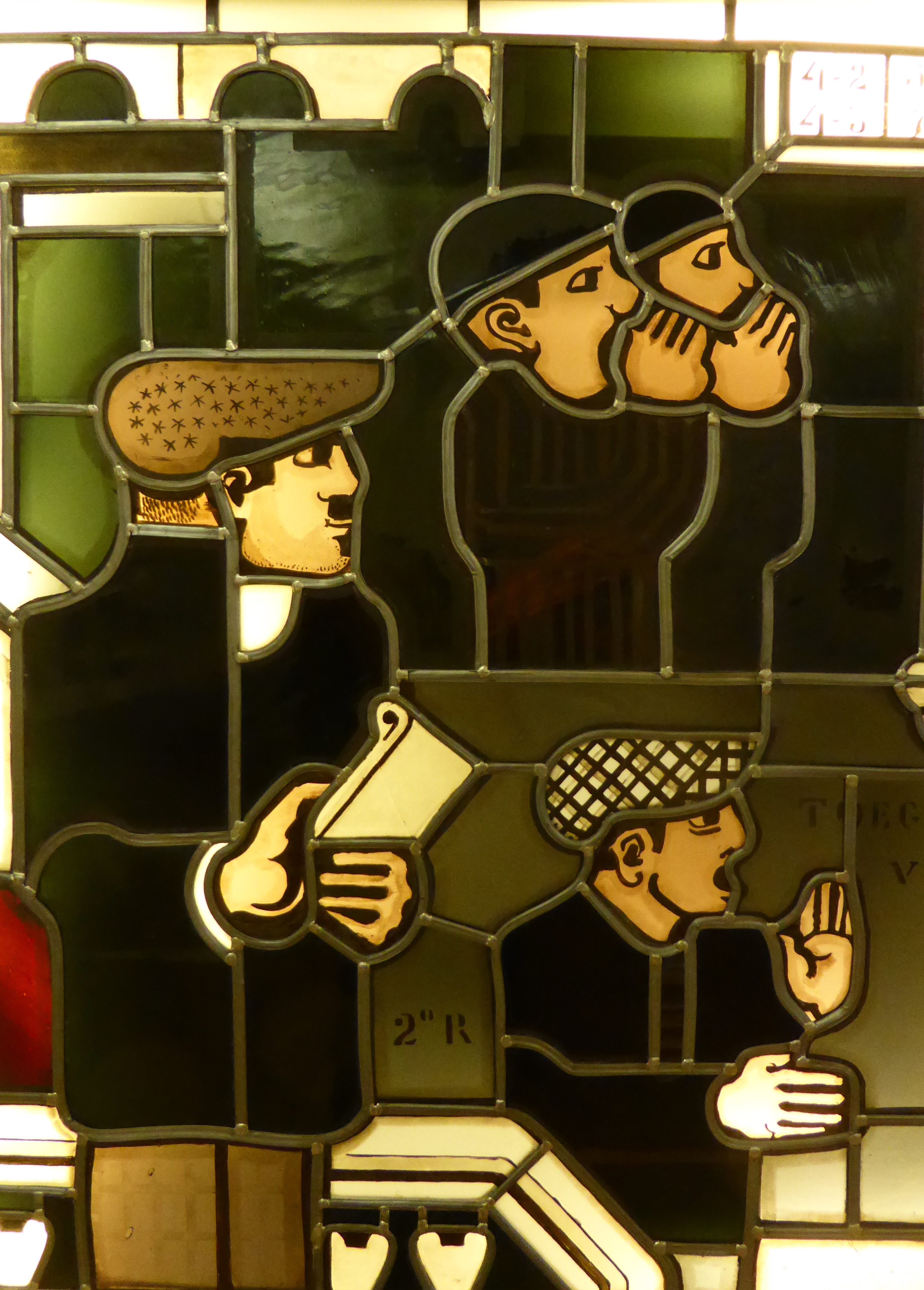
Вікно щоденної газети Algemeen Handelsblad
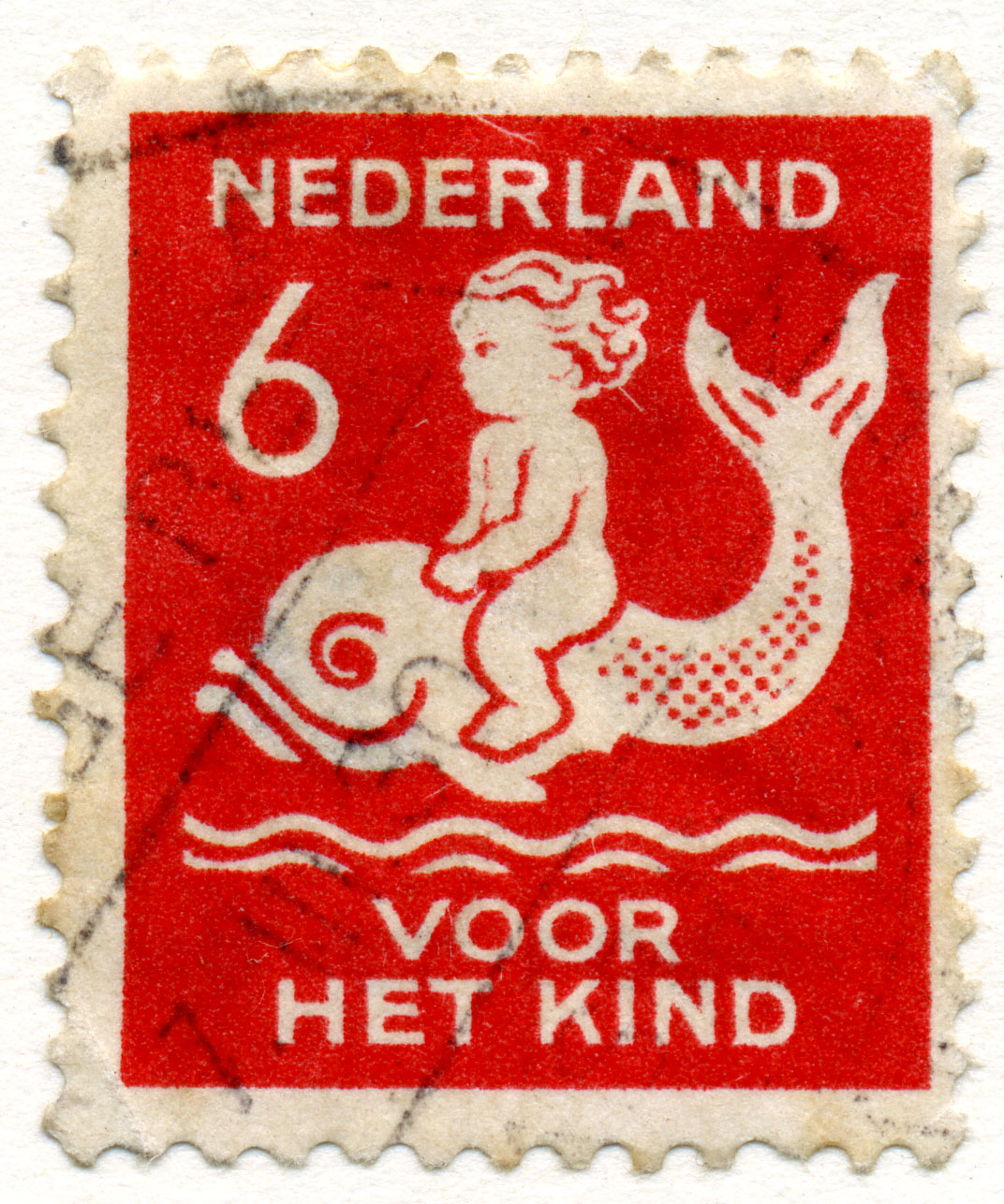
Поштова марка, 1929
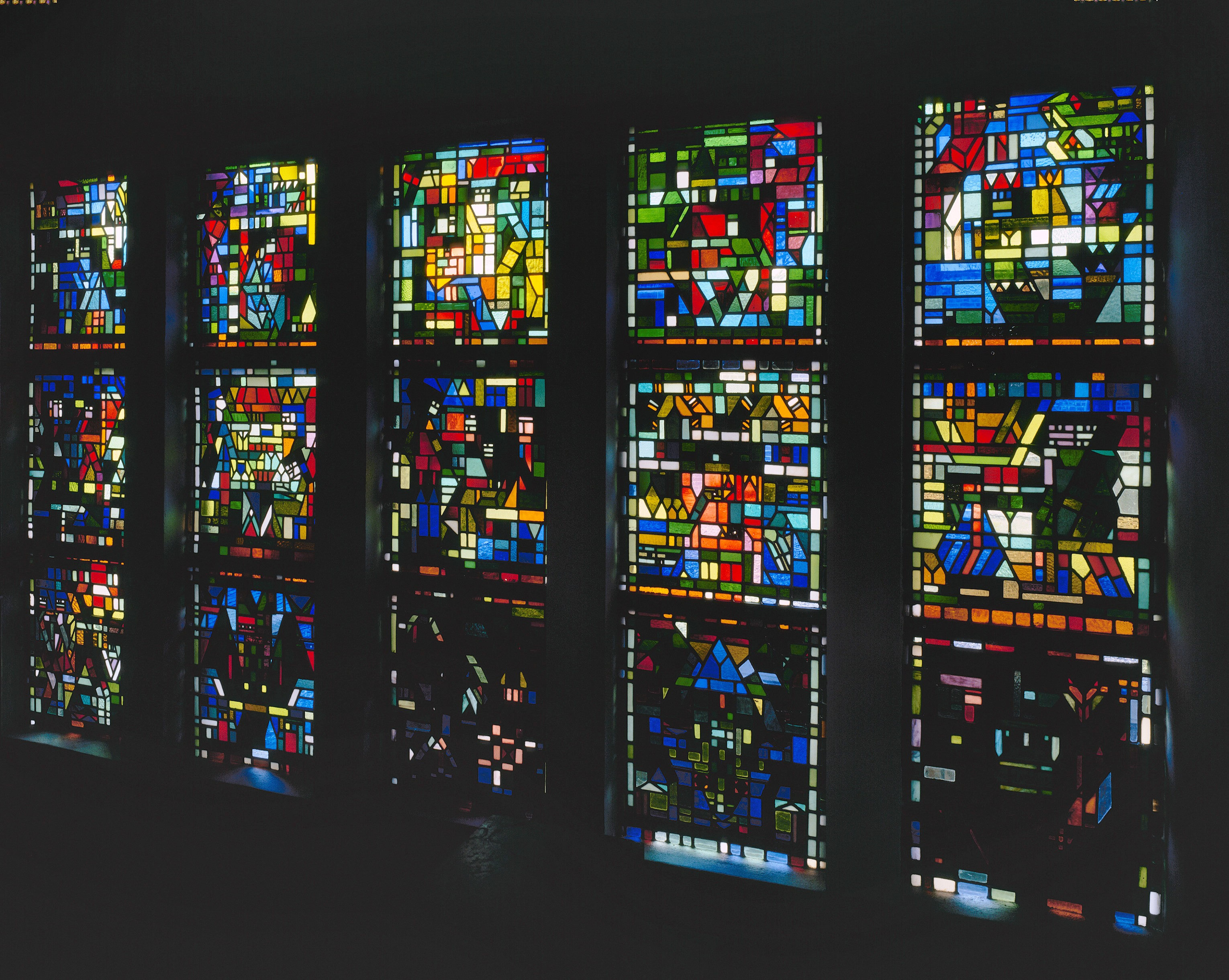
Вітражі, Нордвейкерхаут
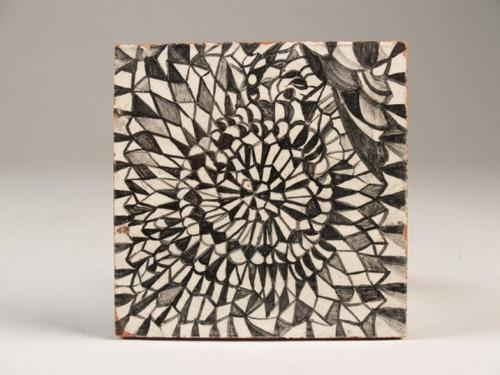
Керамічна плитка з геометричним мотивом, 1953